# Artur Awejde
Artur Awejde (ur. w marcu 1838, zm. 29 sierpnia 1863) – polski komisarz województwa augustowskiego w powstaniu styczniowym, nauczyciel.

## Życiorys
Urodził się w marcu 1838 roku. Studiował na Uniwersytecie Petersburskim. Był nauczycielem szkoły powiatowej w Łomży. 
W powstaniu styczniowym służył w oddziale Rekleckiego. Zginął 29 sierpnia 1863 zabity przez kozaków.